# 落出駅

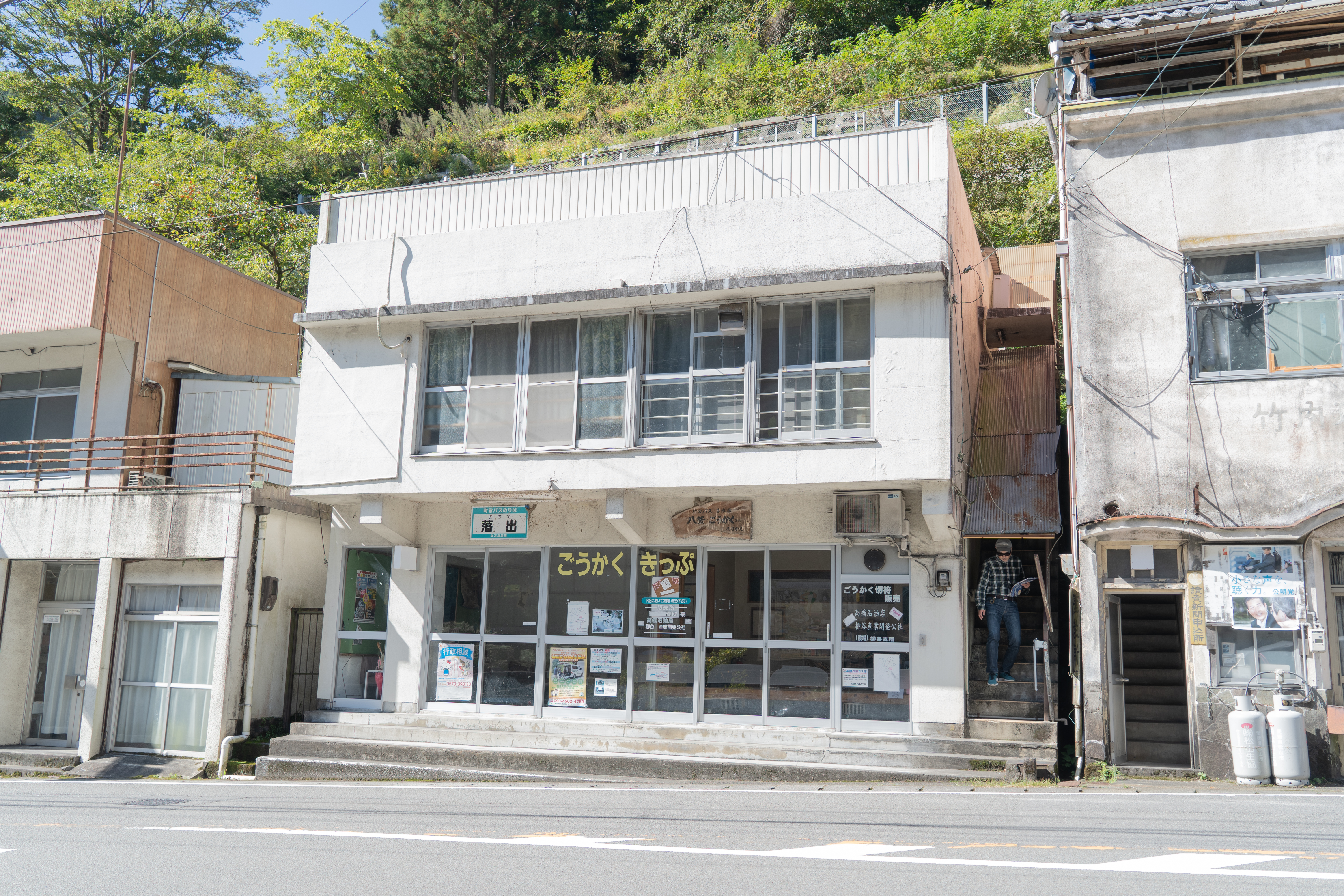
建屋（2020年10月）

落出駅（おちでえき）とは、愛媛県上浮穴郡久万高原町柳井川854番地にある、久万高原町営バスのバス停留所（自動車駅）。

## 概説
国鉄バスの自動車駅として開設され、かつては松山高知急行線の本線（特に松山・佐川発の普通便）と八釜線との乗換駅として機能していた。ただし、駅の設備としては駅舎のみで、折り返しなどは近くの道路を使用して対処していた。夜間停泊のバスがあった。駅舎1階は、事務室と待合室とトイレ、駅舎2階は、休憩室や早朝・深夜業務の乗務員が使用する部屋があった。
落出とは愛媛県上浮穴郡久万高原町の地名で、土佐と伊予との中間点に当たる地点でもある。「おちないで」に通じることから、バスの切符が受験のお守りとされる。
近くには「郷角（ごうかく）」「大成」といったバス停もあり、かつて国鉄バス時代には「落出」から「郷角（合格）」行きの切符が発売されたこともあった。（現在は柳谷産業開発公社から合格グッズとして販売されている。柳谷産業開発公社事務所や久万高原駅で販売されている。）
2002年の路線短縮以降、松山高知急行線の終点となり、佐川方面への黒岩観光や久万高原町営バスの乗り換え拠点として機能することになった。駅業務は行なわれておらず、1階の事務室も待合室に改装されている。
2017年現在、駅舎1階は、待合室とトイレがある。駅舎2階は、早朝・深夜業務の乗務員が使用する部屋がある。
2017年3月31日の運行をもって、ジェイアール四国バスとしての営業を終了。翌4月1日より、久万高原町営バス「久万落出線」で代替。また、同時に黒岩観光の乗り入れが休止となり、町営バス「岩川線」と仁淀川町町民バス「森⇔芋生野線」を旭バス停で乗り継いで代替する方式に変わった。

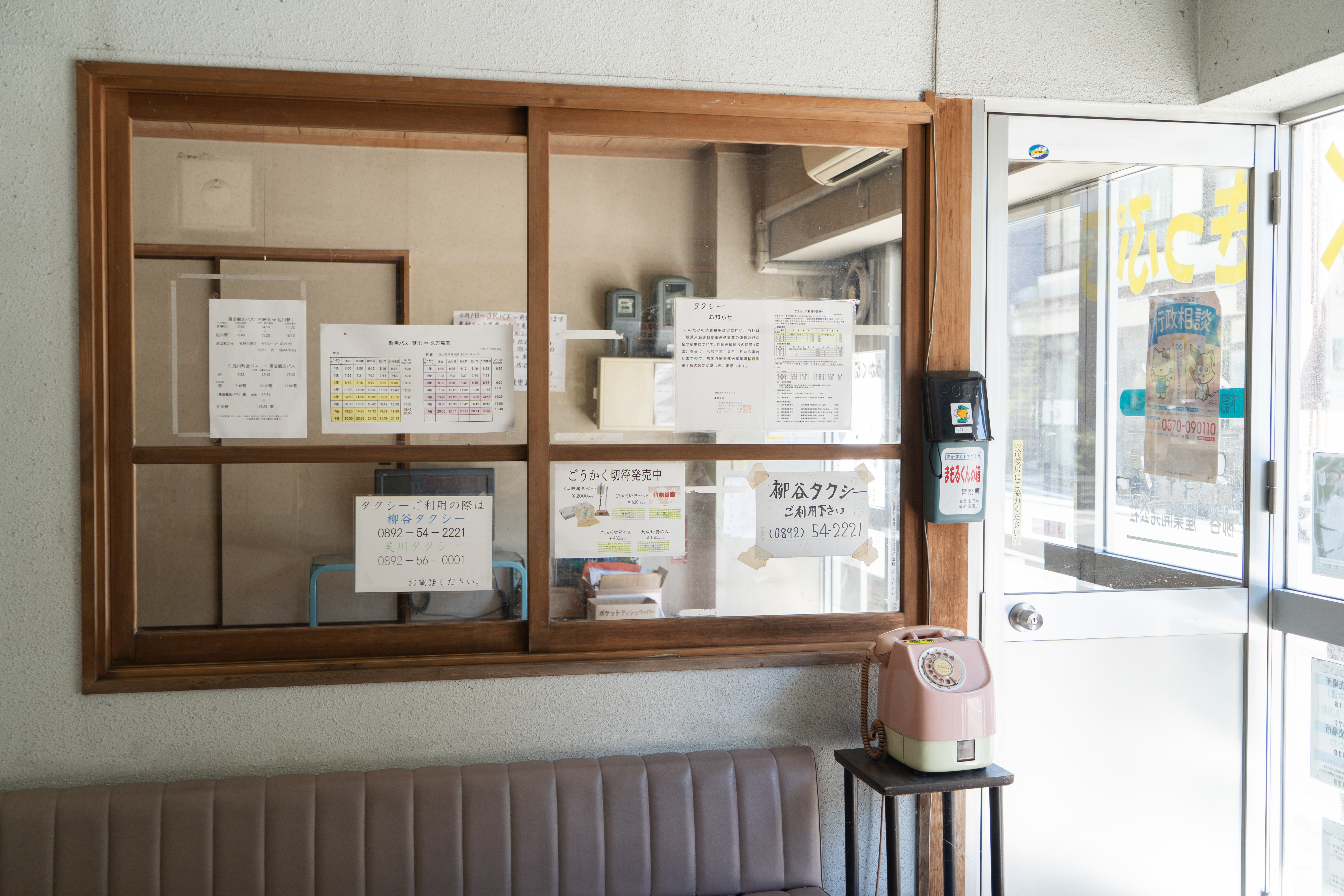
休憩室（2020年10月）
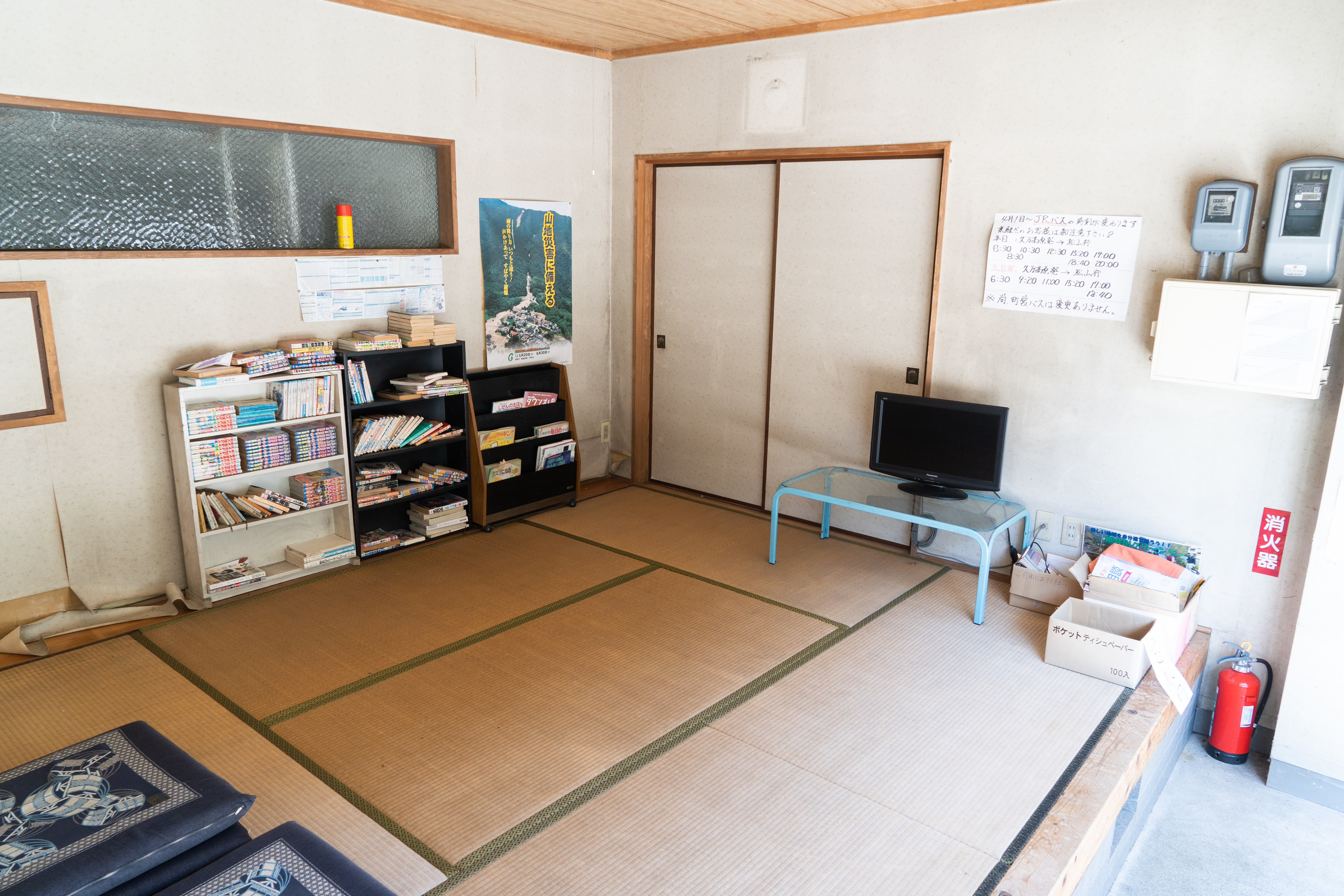
和室（2020年10月）

## 駅周辺
- 国道33号

## 歴史
- 1935年（昭和10年）7月21日 - 省営自動車予土線久万～佐川間開業により、開業。
- 1947年（昭和22年）9月1日 - 国営自動車路線名称の改正により、予土北線の駅となる。
- 1949年（昭和24年）4月1日 - 荷物扱いを開始[3]。
- 1967年（昭和42年）8月1日 - 路線名改称により、松山高知急行本線の駅となる。
- 1985年（昭和60年）3月14日 - 荷物扱いを廃止。
- 1987年（昭和62年）4月1日 - 国鉄分割民営化により、四国旅客鉄道自動車事業部に継承される。
- 1990年（平成2年）5月1日 - 八釜線落出～古味間廃止。落出～古味間を四国旅客鉄道自動車事業部から柳谷村営バス（古味線）へ路線移管。
- 2002年（平成14年）
  - 7月1日 - 落出～佐川間を四国旅客鉄道自動車事業部から黒岩観光（高吾北落出線）へ路線移管。（4往復）[4]。
  - 9月1日 - 松山高知急行線落出～高知間廃止。急行バス「なんごく号」廃止。
- 2004年（平成16年）
  - 4月1日 - 四国旅客鉄道自動車事業部から子会社のジェイアール四国バスへ路線移管。
  - 8月1日 - 市町村合併に伴い、柳谷村営バス（古味線）は、久万高原町営バス（古味線）となる。
- 時期不明 - 無人駅化。
- 時期不明 - 路線名改称により、久万高原線の駅となる。
- 2008年（平成20年）3月15日? - 黒岩観光高吾北落出線ダイヤ改正。2便減便。（3往復→2往復）。
- 2017年（平成29年）4月1日 - ジェイアール四国バス久万高原線の駅として廃止。久万高原町営バス（久万落出線）の営業を開始。同時に、黒岩観光高吾北落出線の乗入れも休止。

## 停車路線
- 久万高原町営バス（古味方面）、（岩川方面）、（久万高原方面）

## 備考
愛媛県内には東温市の国道11号上にも「落出」というバス停があり、伊予鉄バス、瀬戸内運輸のJR松山駅〜新居浜駅間の特急バスなどが停車するが、この項目のバス停とは全く別の場所である。